# Telltale Games (з 2018)
LCG Entertainment (т.н. Telltale Games) — студія розробок відеоігор, яка була заснована 27 грудня 2018 року, як правонаступник Telltale, Inc. яка була ліквідована у жовтні 2018 року.
LCG Entertaiment була заснована Джеймі Оттілі та Брайном Уоддлом у місті Малібу, що у Каліфорнії.
LCG Entertainment купила більшість активів старої Telltale у Sherwood Partners, Inc., яка займалась ліквідацією. 28 серпня 2019 року, компанія придбала ключові активи, та прийняла "Telltale Games" як торгове найменування.
Зараз компанія зробила: Batman - The Telltale Series: The Shadows Edition, Batman - The Enemy Within: The Shadows Edition (DLC). Також вона була видавцем для The Expanse: A Telltale Series. Веде розробку The Wolf Among Us 2